# Berniceras
Berniceras – rodzaj głowonogów z wymarłej podgromady amonitów.
Żył w okresie jury (oksford).